# オフィスシェアリング
オフィスを複数社で共有する事をオフィスシェアリングという。共有する過程でシェアリングのコーディネイターが介在する場合もある。
多くのIT開発案件ではプロジェクト等のマネジャーが自社の施設担当者（近年はファシリティーマネージャーという専任担当者がいる場合も多い）に相談の上、顧客での開発スペースの調達要請、自社内の空きスペースの融通、条件にあうレンタルオフィスの調査、短期間の不動産賃貸を検討する羽目になる。顧客先で作業スペースが確保できない場合その費用は発注者に負担を求める形になるので、費用的には大きな負担となる。以前のように無駄なスペースがふんだんに余っているという状況ではないので頭が痛い問題であろう。
独立・開業時のオフィス物件調達の場合、レンタルオフィスが運営するオフィスシェアスペースに入居するか、マンションやオフィスを複数人でシェアするかによって事前の作業が変わってくる。そのあたりはシェアードオフィスに詳しい。